# Wezwanie (polskie postępowanie administracyjne)
Wezwanie – zgodnie z kodeksem postępowania administracyjnego uprawnienie organu administracji publicznej polegające na możliwości zażądania stawiennictwa się określonych osób w wyznaczonym miejscu i czasie. Wezwanie jest ważnym elementem, od którego może zależeć przebieg całego postępowania.

## Ogólne zasady
Organowi administracji publicznej przysługuje możliwość wezwania osoby, do udziału w podejmowanych przez niego czynnościach. Jednostka jest zobligowana do złożenia wyjaśnień i zeznań w różnych formach – osobiście, na piśmie. Danej osobie przysługuje prawo powołania w tym celu pełnomocnika. Wezwanym nie jest tylko strona biorąca udział w postępowaniu. Żądanie stawiennictwa może być skierowane zarówno do osoby fizycznej, osoby prawnej lub jednostki organizacyjnej, nieposiadającej osobowości prawnej. Kodeks postępowania administracyjnego uzasadnia wezwanie podmiotu jako konieczną przesłankę rozstrzygnięcia danej sprawy albo podjęcia czynności urzędowych. Zawiera uregulowania dotyczące problemów wynikających z zastosowania tej instytucji. Organ jest zobowiązany, do dołożenia starań aby zadośćuczynienie wezwaniu nie było uciążliwe. Wyróżnione zostały szczególne przypadki, w których osoba nie może stawić się w wyznaczone miejsce (zwłaszcza problemy zdrowotne – z powodu choroby, kalectwa albo innej przeszkody). Organ w tej sytuacji może dokonać wymienionych wyżej czynności w miejscu pobytu danej osoby, jeżeli pozwalają na to okoliczności. Podmiot musi stawić się osobiście, w obszarze gminy lub miasta, w którym aktualnie zamieszkuje albo przebywa, a także na terenie sąsiedniej gminy lub miasta. Jeżeli zachodzą inne przypadki, organ ma możliwość zwrócenia się do właściwego miejscowo odpowiednika, o przeprowadzenie czynności, zaznaczając równocześnie co ma być przedmiotem jego działalności.
Występują sytuacje, w których ze względu na charakter prawny sprawy lub czynności, wymagane jest dokonanie wyjaśnień, złożenie zeznań albo przeprowadzenie czynności, tylko przed organem prowadzącym postępowanie.

## Elementy wezwania
Wezwanie powinno przyjmować formę pisemną. Dostarczane jest poprzez przesłanie pisma do osób, których stawiennictwo jest niezbędne w celu rozstrzygnięcia postępowania administracyjnego.
Obligatoryjne elementy wezwania:
1. nazwę i adres organu wzywającego,
2. imię i nazwisko wzywanego,
3. w jakiej sprawie oraz w jakim charakterze i w jakim celu zostaje wezwany,
4. czy wezwany powinien się stawić osobiście lub przez pełnomocnika, czy też może złożyć wyjaśnienie lub zeznanie na piśmie lub w formie dokumentu elektronicznego,
5. termin, do którego żądanie powinno być spełnione, albo dzień, godzinę i miejsce stawienia się wezwanego lub jego pełnomocnika,
6. skutki prawne niezastosowania się do wezwania.

Pismo powinno zawierać podpis pracownika organu wzywającego, a jeżeli jest dokonane na piśmie utrwalonym w postaci elektronicznej, powinno być opatrzone kwalifikowanym podpisem elektronicznym. Jeżeli w wezwaniu nie zostało zastrzeżone osobiste stawiennictwo, domniemywa się, że zachodzi możliwość złożenia wyjaśnień przez pełnomocnika. Ustawa wyróżnia także szczególną formę wezwania – którą stosuje się wyłącznie w sprawach nie cierpiących zwłoki. W takich sytuacjach organ administracji publicznej może wezwać osobę w specjalny sposób – telegraficznie lub telefonicznie, a także przy użyciu innych środków łączności, zachowując jednak wszystkie obligatoryjne elementy wezwania. Taka forma powiadomienia wywołuje skutki prawne wyłącznie w sytuacji, kiedy nie ma wątpliwości, że informacje zostały przekazane adresatowi we właściwej treści i w odpowiednim terminie.

## Skutki niestawienia się na wezwanie
Jeżeli wezwanie jest sporządzone w odpowiedni sposób – wywołuje skutki prawne. Kodeks postępowania administracyjnego przewiduje sytuację, w której obowiązany, mimo prawidłowego wezwania oraz bez uzasadnionej przyczyny, nie stawia się albo odmawia dokonania koniecznych czynności. Wezwanie zawiera pouczenie o skutkach braku stawienia się w wyznaczonym miejscu oraz czasie. W takiej sytuacji wezwany może zostać ukarany grzywną do 50 zł, a gdy ponownie nie stosuje się do wezwania – grzywną 200 zł. Danej osobie na postanowienie o ukaraniu grzywną przysługuje zażalenie. Ukarany może złożyć w ciągu 7 dni, od dnia otrzymania zawiadomienia o nałożeniu grzywny, wniosek z wyjaśnieniem. Organ może uznać nieobecność jak i odmowę dokonania czynności za usprawiedliwioną i znieść nałożoną karę grzywny. Jednakże gdy organ postanowi inaczej, osobie przysługuje możliwość złożenia zażalenia. Wobec osoby, która nie chce współpracować z organem administracji publicznej, a na którą nałożono już karę grzywny, zachodzi możliwość zastosowania środków przymusu, które są przewidziane w przepisach szczególnych.

## Zwrot kosztów podróży i innych należności
Kodeks postępowania administracyjnego normując ten aspekt stanowi, że osobie stawiającej się na wysłane przez organ administracyjny wezwanie, zwraca się koszty podróży i inne należności. Dotyczy to zarówno kosztów osobistego stawiennictwa w sytuacji gdy:
- postępowanie wszczęto z urzędu,
- gdy strona została błędnie wezwana do stawiennictwa, bez własnej winy[11].

Kodeks postępowania administracyjnego nie reguluje wprost sposobu ustalenia kosztów i należności za osobiste stawiennictwo się na wezwanie. Normy odsyłają do przepisów ustawy o kosztach sądowych w sprawach cywilnych. Żądanie przyznania należności zgłosza się organowi administracji publicznej, przed którym toczy się postępowanie. W przeciwnym razie traci się to roszczenie.